# Isotes dorsalis
Isotes dorsalis es una especie de insecto coleóptero de la familia Chrysomelidae.
Fue descrita científicamente en 1879 por Martin Jacoby.